# Voo 93
Flight 93 (prt: Voo 93; bra: Voo 93 ou Voo 93 - O Filme) é um telefilme estadunidense de 2006, do gênero drama histórico, dirigido por Peter Markle, com roteiro baseado na história do voo 93 da United Airlines durante os ataques de 11 de setembro de 2001.
Foi indicado para a 58ª Edição Anual dos Prémios Emmy do Primetime na categoria melhor telefilme.